# Яхатс (град, Орегон)
Яхатс (на английски: Yachats) е град в окръг Линкълн, щата Орегон, САЩ. Яхатс е с население от 617 жители (2000) и обща площ от 2,3 km². Намира се на 13,7 m надморска височина. ЗИП кодът му е 97498, а телефонният му код е 541.